# Вирус (филм)
„Вирус“ (на английски: Virus) е американски научнофантастичен филм на ужасите от 1999 г. на режисьора Джон Бруно, базиран на едноименния комикс от Чък Пфарър, който е съсценарист със Денис Фелдман. Във филма участват Джейми Лий Къртис, Уилям Болдуин и Доналд Съдърланд.